# Coll de Morell (Àger)
El Coll de Morell és una muntanya de 1.002 metres que es troba al municipi d'Àger, a la comarca catalana de la Noguera.